# Rick Snyder
Pour les articles homonymes, voir Snyder.
Richard Dale Snyder dit Rick Snyder, né le 19 août 1958 à Battle Creek, est un homme d'affaires et politique américain, membre du Parti républicain. Il est gouverneur de l'État du Michigan de 2011 à 2019.

## Biographie
Snyder est diplômé de l'université du Michigan, où il a reçu un baccalauréat, un MBA, et aussi un doctorat en droit. Il est le fondateur de la compagnie Ardesta LLC. Il a également travaillé comme président du conseil d'administration de l'entreprise Gateway. Il habite à Ann Arbor avec son épouse, Sue, et leurs trois enfants : Jeff, Melissa et Kelsey.
Il est élu gouverneur du Michigan le 2 novembre 2010 avec une majorité de 58 % des voix face au maire démocrate de Lansing Virg Bernero. Il succède à la démocrate Jennifer Granholm le 1er janvier 2011.
En 2014, il est candidat à un second mandat face au démocrate Mark Schauer. Dans les dernières semaines de la campagne, il est donné gagnant avec en moyenne deux points d'avance sur le démocrate. Il est réélu gouverneur avec 50,92 % des suffrages contre 46,85 % pour Schauer.  

## Crise sanitaire de Flint
Snyder décide en 2014 de changer par mesure d'économie la source d’approvisionnement en eau de la ville, substituant à l’eau pure du lac Huron l’eau acide et polluée de la rivière locale. Il est fortement critiqué pour l'absence de réaction de son gouvernement pendant la crise sanitaire de Flint, où une eau impropre à la consommation a été livrée pendant un an et déclarée consommable par les autorités. Le 5 janvier 2016, le président des États-Unis Barack Obama supplante les prérogatives du gouverneur et y déclare l'état d'urgence sanitaire. Certains membres du Congrès et de l'administration fédérale lui ont demandé en vain de présenter sa démission.  
En avril 2020 Vice News révèle, dans un article écrit par Jordan Chariton et Jenn Dize, avec photos de Brittany Greeson, des allégations de corruption et mensonges relatives à l’ancien gouverneur du Michigan Rick Snyder, et son « homme de confiance » Rich Baird entre 2013 et 2018.
Le 20 août 2020, l’État américain du Michigan doit accepter d'indemniser à hauteur de 600 millions de dollars les victimes de la contamination au plomb du réseau d’eau potable.